# Piero Taruffi
Piero Taruffi, italijanski dirkač Formule 1, * 12. oktober 1906, Albano Laziale, Italija, † 12. januar 1988, Rim, Italija.
Piero Taruffi je pokojni italijanski dirkač Formule 1. Kariero v Formuli 1 je začel v sezoni 1950 pri Alfi Romeo z debijem na domači Veliki nagradi Italije. Največji uspeh je dosegel v sezoni 1952, ko je na Veliki nagradi Švice dosegel svojo edino zmago v Ferrariju. Po sezoni 1956 se je upokojil.

## Popolni rezultati Formule 1
(legenda) (odebeljene dirke pomenijo najboljši štartni položaj, poševne pa najhitrejši krog, †-uvrščen kljub odstopu)
| Leto | Moštvo                    | Šasija             | Motor                    | 1     | 2     | 3       | 4     | 5       | 6     | 7       | 8       | 9   | Prv | Toč |
| ---- | ------------------------- | ------------------ | ------------------------ | ----- | ----- | ------- | ----- | ------- | ----- | ------- | ------- | --- | --- | --- |
| 1950 | SA Alfa Romeo             | Alfa Romeo 158     | Alfa Romeo Straight-8    | VB    | MON   | 500     | ŠVI   | BEL     | FRA   | ITA Ret |         |     | -   | 0   |
| 1951 | Scuderia Ferrari          | Ferrari 375 F1     | Ferrari V12              | ŠVI 2 | 500   | BEL Ret | FRA   | VB      | NEM 5 | ITA 5   | ŠPA Ret |     | 6.  | 10  |
| 1952 | Scuderia Ferrari          | Ferrari 500        | Ferrari Straight-4       | ŠVI 1 | 500   | BEL Ret | FRA 3 | VB 2    | NEM 4 | NIZ     | ITA 7   |     | 3.  | 22  |
| 1954 | Scuderia Ferrari          | Ferrari 625        | Ferrari Straight-4       | ARG   | 500   | BEL     | FRA   | VB      | NEM 6 | ŠVI     | ITA     | ŠPA | -   | 0   |
| 1955 | Scuderia Ferrari          | Ferrari 555        | Ferrari Straight-4       | ARG   | MON 8 | 500     | BEL   | NIZ     |       |         |         |     | 6.  | 9   |
| 1955 | Daimler Benz AG           | Mercedes-Benz W196 | Mercedes-Benz Straight-8 |       |       |         |       |         | VB 4  | ITA 2   |         |     | 6.  | 9   |
| 1956 | Officine Alfieri Maserati | Maserati 250F      | Maserati Straight-6      | ARG   | MON   | 500     | BEL   | FRA Ret | VB    | NEM     |         |     | -   | 0   |
| 1956 | Vandervell Products Ltd.  | Vanwall            | Vanwall Straight-4       |       |       |         |       |         |       |         | ITA Ret |     | -   | 0   |